# Lhota (okres Kladno)
Lhota (Duits: Böhmisch Lhota) is een Tsjechische gemeente in de regio Midden-Bohemen en maakt deel uit van het district Kladno. Het dorp ligt op 9 km afstand van de stad Kladno.
Lhota telt 676 inwoners (2023).

## Geografie
De gemeente Lhota bestaat uit de volgende plaatsen:
- Lhota;
- Ploskov.

## Geschiedenis
De eerste schriftelijke vermelding van het dorp dateert van 1530.
Sinds 1960 is Lhota een zelfstandige gemeente binnen het district Kladno.

## Bezienswaardigheden
- Laan met 400 witte paardenkastanjes en zomerlindes, net ten zuiden van Ploskov. Dit is de grootste groep monumentale bomen binnen het beschermd natuurgebied Křivoklátsko.

## Verkeer en vervoer

### Autowegen
Er leiden regionale wegen leiden naar het dorp. Weg II/116 loopt door de gemeente en verbindt Lhota met Ploskov, Beroun, Nižbor en Lány.

### Spoorlijnen
Er is geen spoorlijn of station in de gemeente. Het dichtstbijzijnde station is Kamenné Žehrovice op 7 km afstand. Dat station ligt aan spoorlijn 120 Praag - Kladno - Rakovník.

### Buslijnen
Op werkdagen wordt Lhota bediend door een buslijn van Kladno naar Zbečno (14 keer per dag).

## Galerĳ

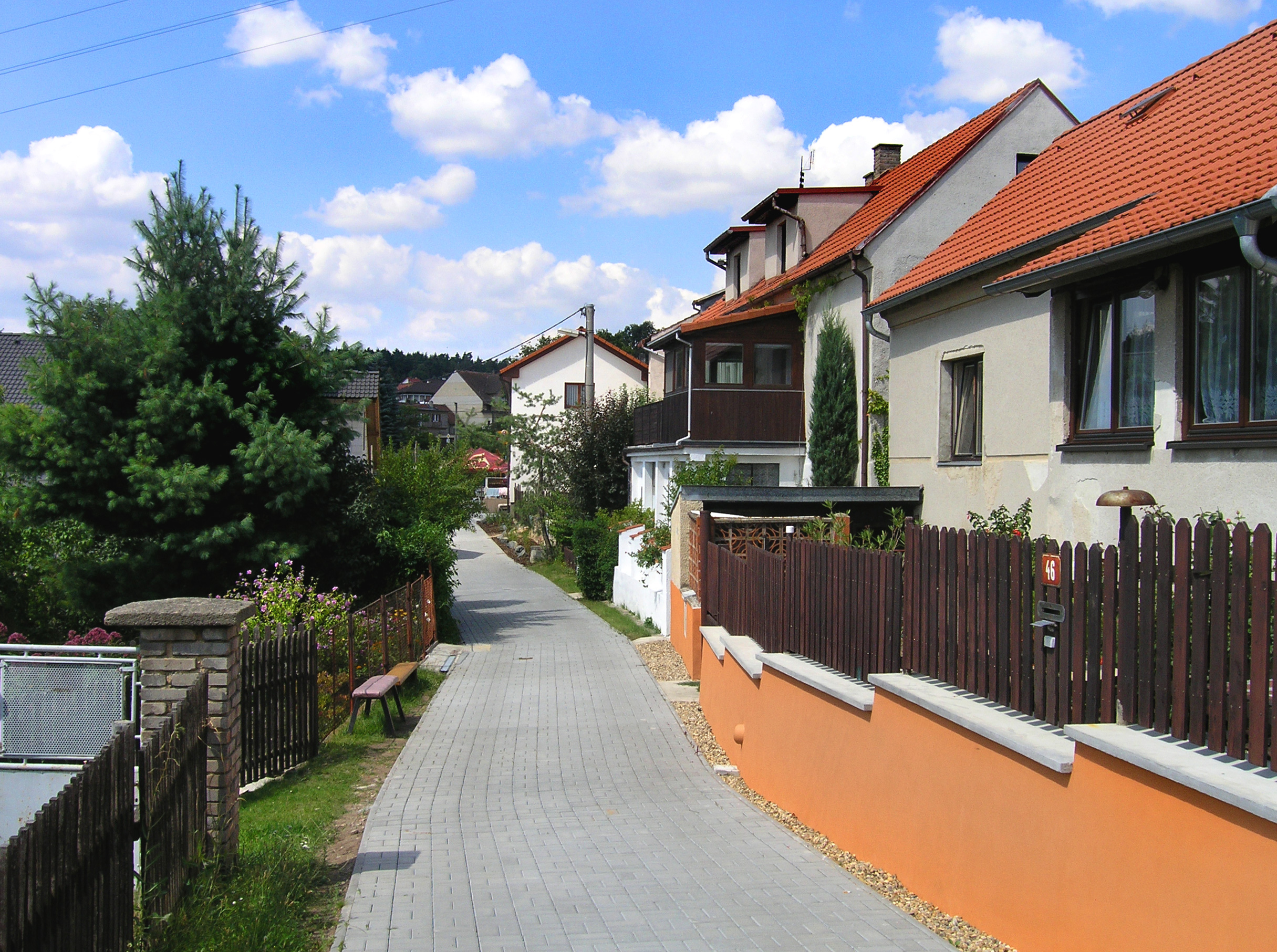
U Splavustraat in Lhota
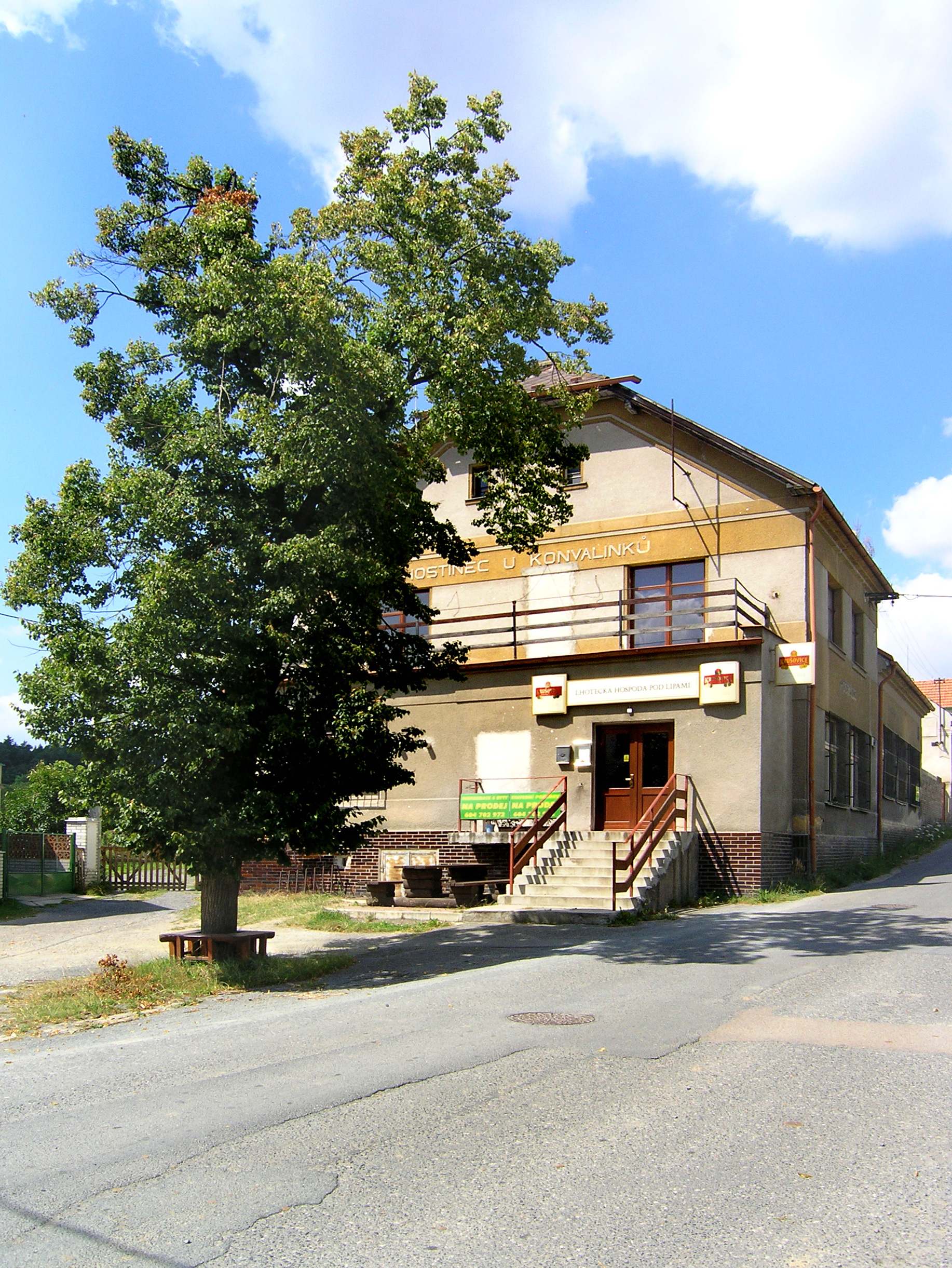
Kladenskástraat in Lhota
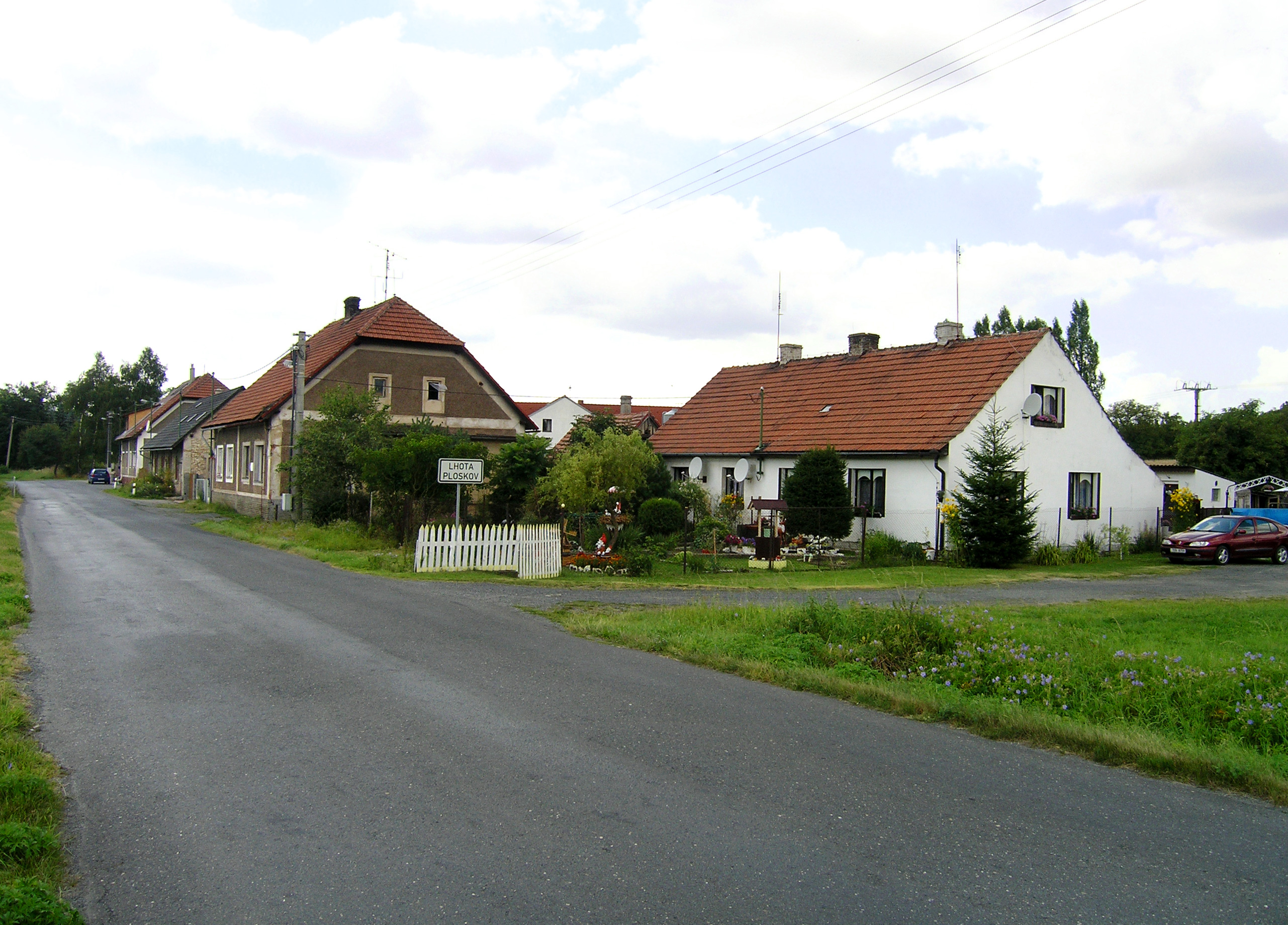
Hoofdweg door Ploskov
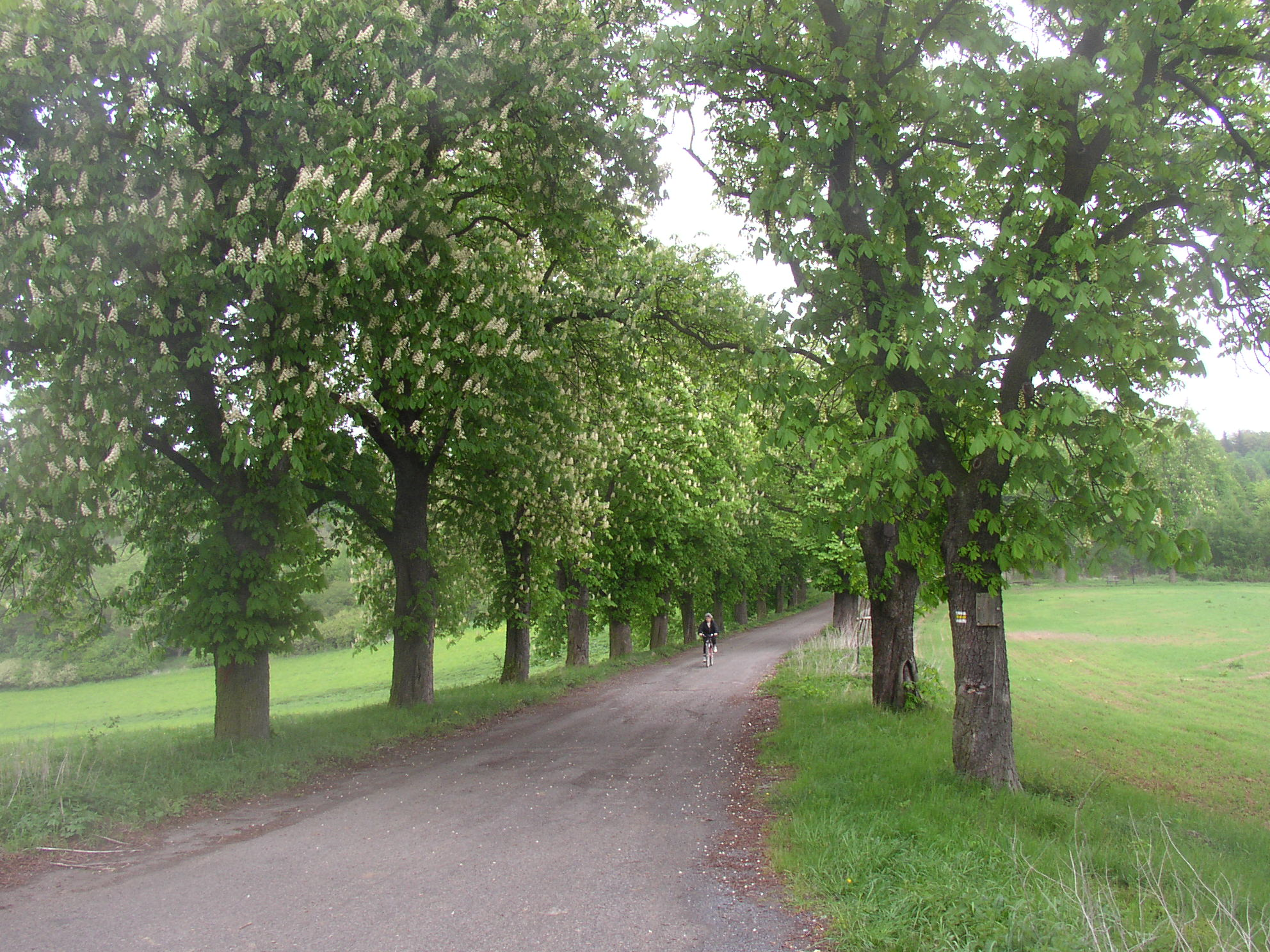
Laan met monumentale bomen nabij Ploskov